# 喀布尔理工大学
喀布尔理工大学（英語：Kabul Polytechnic University，波斯語：‎，普什圖語：‎），英文缩写KPU，是阿富汗首都喀布尔的一所大学。

## 历史
喀布尔理工大学始建于1963年，占地60公顷，被认为是阿富汗第二好的大学。目前在校学生5000人。
该校有6个学院和24个专业，涵盖教室、实验室、图书馆、宿舍、教授场所、体育设施、休闲中心，以及可容纳1000人的自助餐厅、可容纳500人的清真寺与容纳1000人的会议室。1967年更换教学室和实验室后，喀布尔理工大学开始提供教育服务，并在1972年迎来首届大学毕业生。
1980年，喀布尔理工大学被允许授予学士学位；1992年，该校获得工程硕士学位授予权。在这个时期，共有20人被授予博士学位。
在2002年之前，该校被称为喀布尔理工学院，后来才更名为喀布尔理工大学。喀布尔理工大学自成立以来被认为是该国最优越的提供教育和培训的学校之一。

## 学院
喀布尔理工大学学院分为：
- 建筑工程学院：教授工业建筑工程、液压结构工程、建筑工程、技术图和描述性几何工程、供水与环境工程与伊斯兰文化

- 交通与运输工程学院：教授交通工程与铁路工程

- 机电工程学院：教授电力工程、汽车机械工程、理论与应用力学、数学、物理学和外国语

- 地质与矿业工程学院：教授地质工程与矿业勘探、地质工程与油气勘探、工程测量、体育和矿业开发工程

- 化学工程学院：教授有机材料技术、无机材料技术、食品材料技术、金属加工技术、化学工程与通用化学

- 计算机科学与信息学院：教授计算与信息科学、信息技术、计算机工程与软件工程